# 보건
보건(保健)은 건강을 유지하는 것을 말한다. 학문적으로는 보건학(保健學) 또는 건강과학(健康科學, health science)이라고 부른다.

## 개요
건강과학이란 이러한 건강과 연관된 학문분야를 통합적으로 일컫는 말로서 김명 등은 '지역사회의 조직화된 노력을 통해 건강수명(healthy life)의 연장과 개인이나 집단 또는 지역 간의 건강 격차를 해소하고, 신체적 · 정신적인 효율을 제고하기 위한 과학'이라고 정의하였다. 특히 산업화, 도시화 과정에서의 인구 밀집으로 인해 개인의 건강문제는 주위 사람 혹은 주변 환경 등의 영향을 더 많이 받게 되었으며, 생활습관이 변화함에 따라 질병의 만성화가 진행되고 있다. 이러한 여건의 변화는 개인뿐만 아니라 국가나 사회에서도 건강에 대한 책임을 져야 한다는 필요성이 커졌다. 이에 따라서 최근 국가 보건의료 정책의 패러다임 자체도 많이 변화되어 치료보다는 건강 그 자체를 달성하는 것을 국가 주요 정책으로 삼게 되었다. 아울러 국가는 건강을 개인의 문제가 아닌 사회 발전을 위한 근본적 자산으로 인식하고 국민 건강 증진을 위한 노력에 투자하고 있는 바, 생애주기에 따른 다양한 건강관리 서비스 제공과 건강환경 조성에 주력하고 있다. 이처럼 인간의 기본권이자 삶의 질(quality of life, QoL)의 결정요소인 건강을 유지, 증진시키기 위해 간호, 영양, 운동, 보건관리 및 교육 등의 관련 학문 분야를 융합 적용하는 학문으로서 건강과학의 필요성이 대두되었다.

## 같이 보기
- 보건소
- 보건사